# Скала на Кардашев
„Скáла на Кардашьов“ е понятие предложено през 1964 г. от съветския и руски астроном Николай Кардашьов за определяне на вида цивилизации в зависимост от тяхното технологично развитие. Съставена е от три категории според количество енергия, което използва дадена цивилизация.
- Цивилизация от I тип: използва цялата налична енергия на своята планетата – около 1016 W. Кардашьов приема първоначално, че цялата налична мощност на Земята възлиза на 1016 W – тази стойност съответства на използваната енергия за нуждите на Земята през 1964 г.
- Цивилизация от II тип: такава цивилизация трябва да е способна да използва цялата енергия на своята звезда или 1026 W. Това е само приблизителна стойност – нашето Слънце излъчва около 3,86×1026 W, а Кардашьов говори за 4×1026 W.
- Цивилизация от III тип: използва цялата енергия излъчвана от галактиката, която обитава или около 1036 W. Това равнище на енергията варира според размера на галактиката, според Кардашьов това е 4×1037 W.

Николай Кардашьов представя за първи път известната си скала за технологично равнище на цивилизациите през 1964 г., на конференция в Бюракан (Армения) посветена на съветската програма за търсене на живот в космоса и радиоастрономия.
Скáлата на Кардашьов е понятие възприето от изследователската програма SETI, авторите на научна фантастика и футуролозите.
Според Скалата на Кардашьов цивилизациите се разделят на 6 типа (от 0 до 5), според развитието им.
Ние сме от тип 0.
Тип 0
Такава цивилизация извлича своята енергия, суровини и материали от сурови органични – базирани източници, като дърва и изкопаеми горива. При нея природно бедствие или обществен срив като пренаселване, инвазия от чужда раса, болест, самоунищожение и др. могат да създадат изключително голям риск за съществуването ѝ.
Тип 1
Такава цивилизация извлича своята енергия от термоядрен синтез, водород и други възобновяеми ресурси. Тя е способна да извлича цялата налична енергия на собствената си планета. Способна е още на: пътуване между планети от собствената си слънчева система, осъществяване на комуникация между планетите, строене на мегаструктури (строежи с над 1000 km големина или 1 мегаметър, като космически мост или други мегаструктури които могат да повлияят на цяла една планета и да я направят годна за обитаване, процес наречен тераформиране), техническа и медицинска сингулярност (когато изкуствения интелект стане по-умен от нас и започне да намира нови открития вместо нас), общо световно правителство и обща световна отбрана. Все още риска от изчезване причинен от някакво бедствие е голям.
Тип 2
Цивилизация от този тип извлича своята енергия от множество от планети. Способна е на: еволюционна намеса (Промяна в нашата анатомия правейки ни по-умни, по-силни, способни да живеем на различни планети и подобни), междузвездно пътуване, междузвездна комуникация, междузвездни структури (Структури които могат да повлияят на цяла звезда. За пример е образуването на супернова от звезда или сферата на Дайсън. Сфера от соларни панели, която обгръща цяла една звезда и поема цялата ѝ енергия). Риска от изчезване е нулев, тай като човешката раса вече живее на много планети, в различни слънчеви системи.
Според Мичио Каку, известен физик-теоретик, измисленият свят на Стар Трек се гради на такъв тип цивилизация.
Може да се направи хипотеза, кога ще преминем в някой от по-горните типове. Нашата Земя приема една милиардна от енергията на Слънцето. От нея ние оползотворяваме една милионна част. Със сегашния ни растеж и консумация се очаква до 200 години да станем Тип 1 цивилизация, 3200 години по-късно Тип 2 и 5800 години след това Тип 3.
Тип 3
Извлича енергия от всички звезди в галактиката си, способни са на междугалактически пътувания през червейни дупки (Образувания споменати в Общата теория на относителността на Айнщайн, които свързват две точки от пространството и времето), междугалактическа комуникация и способност за въздействие по някакъв начин върху цяла една галактика.
Мичио Каку определя светът на Междузвездни войни като Тип 3.
Тип 4
Извлича своята енергия, материали и информация от всички звезди във всички галактики. Цивилизацията може да се нарече безсмъртна и всемогъща, с влияние върху цели галактики, пътуване във времето, телепортация и мигновено превръщане на материя в енергия. Местене на астероидни пояси, планети и звезди, промяна в линията на времето и промени засягащи универсални състояния на природата, като например гравитационната константа. Способни са на такива еволюционни промени, че ефективно да премахнат смъртта чрез спиране на стареенето и мигновена регенерация на тялото.
Тип 5 и нагоре
Такава цивилизация е успяла да излезе от нашата вселена и е навлязла в мултивселена или в някакво друго по-горно ниво от вселената. 